# سوگند (فیلم ۲۰۱۶)
سوگند (ایسلندی: Eiðurinn) فیلمی در ژانر جنایی و درام به کارگردانی بالتاسار کورماکور است که در سال ۲۰۱۶ منتشر شد. از بازیگران آن می‌توان به هرا هیلمار، بالتاسار کورماکور، اینکوار اکرت سیگورثون، و سیگرون ادا بیورنستوتیر اشاره کرد.

## داستان
فیلم در مورد پدری فداکار است که تلاش میکند دخترش را از دنیای مواد مخدر رها کند و او را ترک دهد.